# La Houssoye
Ne doit pas être confondu avec le hameau de La Houssoye de la commune de Crèvecœur-le-Grand.
La Houssoye est une commune française située dans le département de l'Oise, en région Hauts-de-France.

## Géographie

### Description
La Houssoie est un village rural picard situé à la limite entre le Vexin français et le Beauvaisis.
Il se trouve à 13 km à vol d'oiseau au sud-ouest de Beauvais, 20 km au nord-ouest de Méru, 15 km au nord-est de Gisors et 21 km au sud-est de Gournay-en-Bray.
L'ancienne route nationale 181 (actuelle RD 981) reliant Beauvais à Gisors passe dans le village.
Louis Graves indiquait en 1831 que le « le village est placé à-peu-près au centre du territoire qui est entièrement dépourvu d'eaux courantes ».

### Communes limitrophes
Les communes limitrophes sont Beaumont-les-Nonains, Jouy-sous-Thelle, Labosse, Porcheux, Le Vauroux, Les Hauts-Talican et Auneuil.
| Le Vauroux | Troussures       | Auneuil              |
| Labosse    | La Houssoye      |                      |
| Porcheux   | Jouy-sous-Thelle | Beaumont-les-Nonains |

### Hydrographie
La commune est située dans le bassin Seine-Normandie. Elle n'est drainée par aucun cours d'eau,.

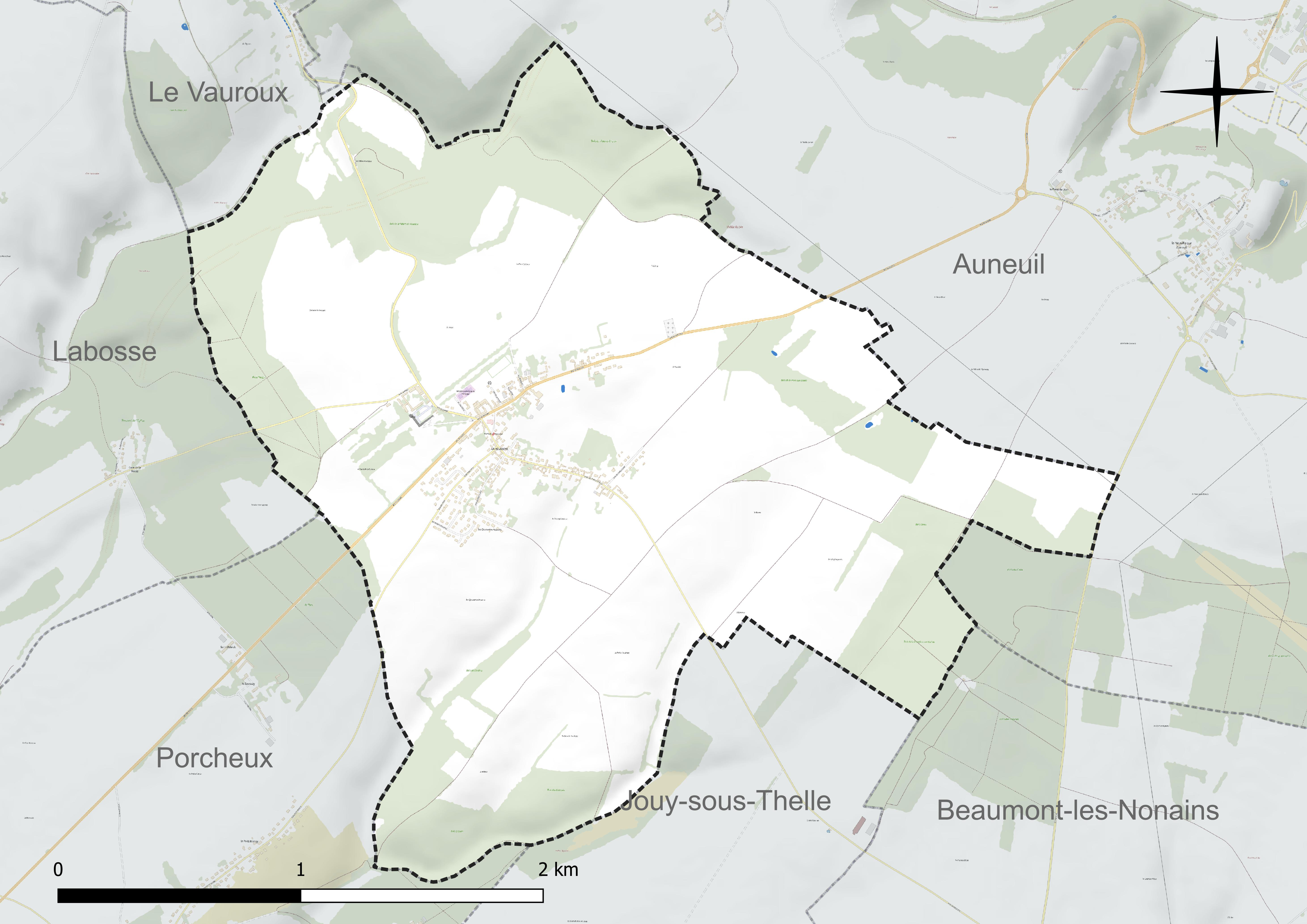
Réseau hydrographique de la Houssoye.

### Climat
Pour des articles plus généraux, voir Climat des Hauts-de-France et Climat de l'Oise.
En 2010, le climat de la commune est de type climat océanique altéré, selon une étude du CNRS s'appuyant sur une série de données couvrant la période 1971-2000. En 2020, Météo-France publie une typologie des climats de la France métropolitaine dans laquelle la commune est exposée à un climat océanique et est dans la région climatique Sud-ouest du bassin Parisien, caractérisée par une faible pluviométrie, notamment au printemps (120 à 150 mm) et un hiver froid (3,5 °C).
Pour la période 1971-2000, la température annuelle moyenne est de 9,9 °C, avec une amplitude thermique annuelle de 14,2 °C. Le cumul annuel moyen de précipitations est de 822 mm, avec 11,8 jours de précipitations en janvier et 8,7 jours en juillet. Pour la période 1991-2020, la température moyenne annuelle observée sur la station météorologique la plus proche, située sur la commune de Jaméricourt à 7 km à vol d'oiseau, est de 11,0 °C et le cumul annuel moyen de précipitations est de 695,7 mm,. Pour l'avenir, les paramètres climatiques de la commune estimés pour 2050 selon différents scénarios d'émission de gaz à effet de serre sont consultables sur un site dédié publié par Météo-France en novembre 2022.

## Urbanisme

### Typologie
Au 1er janvier 2024, La Houssoye est catégorisée commune rurale à habitat dispersé, selon la nouvelle grille communale de densité à sept niveaux définie par l'Insee en 2022.
Elle est située hors unité urbaine. Par ailleurs la commune fait partie de l'aire d'attraction de Paris, dont elle est une commune de la couronne,.

### Occupation des sols

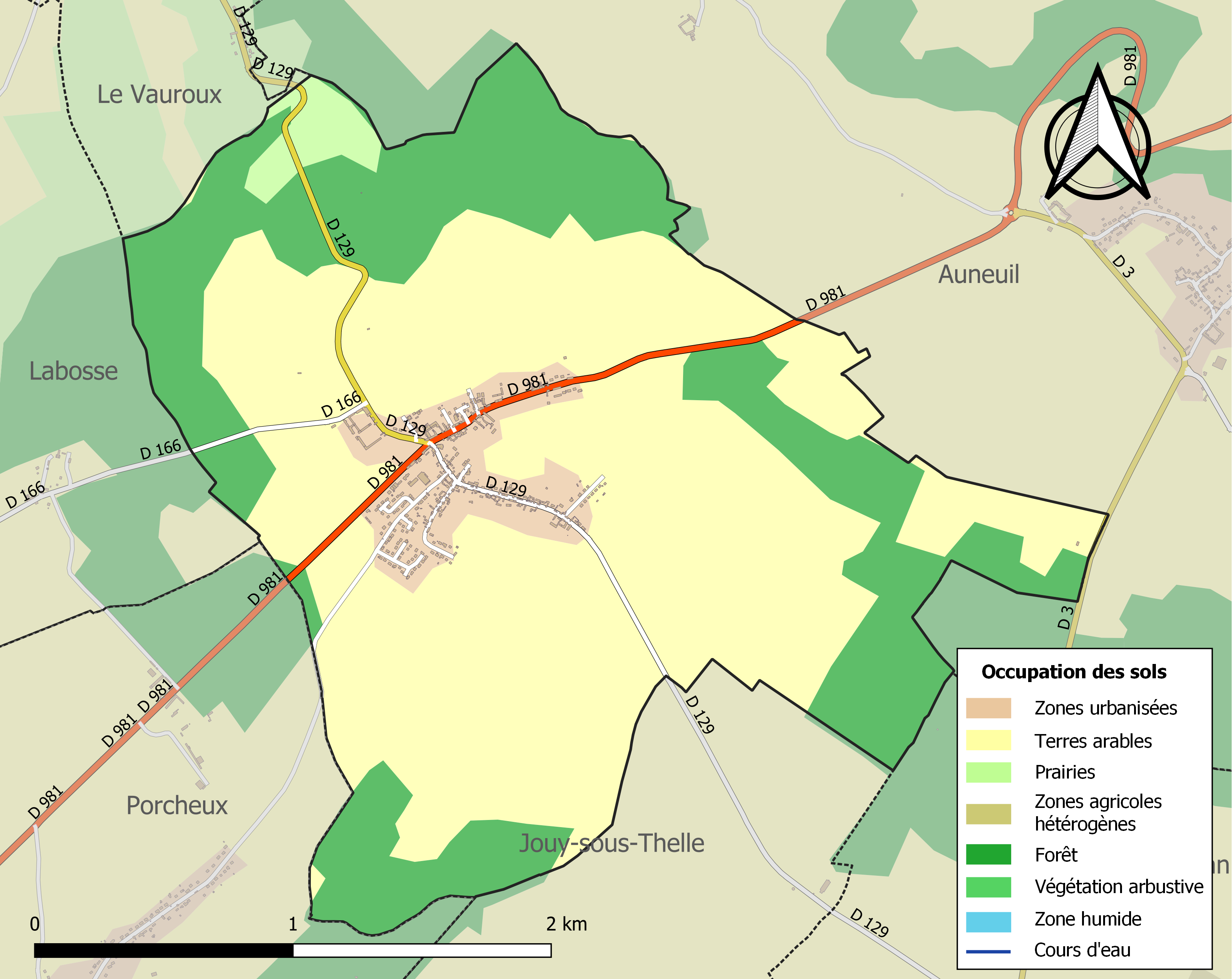
Carte des infrastructures et de l'occupation des sols de la commune en 2018 (CLC).

L'occupation des sols de la commune, telle qu'elle ressort de la base de données européenne d'occupation biophysique des sols Corine Land Cover (CLC), est marquée par l'importance des territoires agricoles (63 % en 2018), en augmentation par rapport à 1990 (61,8 %). La répartition détaillée en 2018 est la suivante : 
terres arables (61,3 %), forêts (30,5 %), zones urbanisées (6,5 %), prairies (1,7 %). L'évolution de l'occupation des sols de la commune et de ses infrastructures peut être observée sur les différentes représentations cartographiques du territoire : la carte de Cassini (XVIIIe siècle), la carte d'état-major (1820-1866) et les cartes ou photos aériennes de l'IGN pour la période actuelle (1950 à aujourd'hui).

### Habitat et logement
En 2018, le nombre total de logements dans la commune était de 255, alors qu'il était de 250 en 2013 et de 233 en 2008.
Parmi ces logements, 89 % étaient des résidences principales, 2,9 % des résidences secondaires et 8,2 % des logements vacants. Ces logements étaient pour 94,4 % d'entre eux des maisons individuelles et pour 5,6 % des appartements.
Le tableau ci-dessous présente la typologie des logements à La Houssoye en 2018 en comparaison avec celle de l'Oise et de la France entière. Une caractéristique marquante du parc de logements est ainsi une proportion de résidences secondaires et logements occasionnels (2,9 %) supérieure à celle du département (2,5 %) et à celle de la France entière (9,7 %). Concernant le statut d'occupation de ces logements, 85,8 % des habitants de la commune sont propriétaires de leur logement (82,7 % en 2013), contre 61,4 % pour l'Oise et 57,5 pour la France entière.
| Typologie                                               | La Houssoye | Oise | France entière |
| ------------------------------------------------------- | ----------- | ---- | -------------- |
| Résidences principales (en %)                           | 89          | 90,4 | 82,1           |
| Résidences secondaires et logements occasionnels (en %) | 2,9         | 2,5  | 9,7            |
| Logements vacants (en %)                                | 8,2         | 7,1  | 8,2            |

### Voies de communication et transports
La commune est desservie, en 2023, par les lignes 607, 6107, 6138 et 6146 du réseau interurbain de l'Oise.

## Toponymie
Hulseio en 1120 puis Housseia vers 1240. Du francique hulis « houx » avec le suffixe collectif -etum passé au féminin sous la forme -eta.
La commune (France) est instituée par la Révolution française sous le nom de Lahoussoye en 1793 et de La Houssaye en 1801. Elle prend ultérieurement sa dénomination actuelle de La Houssoye"".
Il s'agit d'une forme phonétiquement picarde. Le nom signifie donc « le lieu où poussent les houx ».

## Histoire

### Antiquité
La voie romaine Beauvais/Chartres y passe au lieu-dit la Borne.

### Époque contemporaine
En 1831, le village est propriétaire du presbytère, de la mairie-école, d'une petite halle de marché, d'une argilière , et 24 ha de terres en grande partie plantées. Une brigade de gendarmerie y est implantée. Une partie des femmes du village y fabrique des dentelles noires.

La Houssoye au tout début du XXe siècle
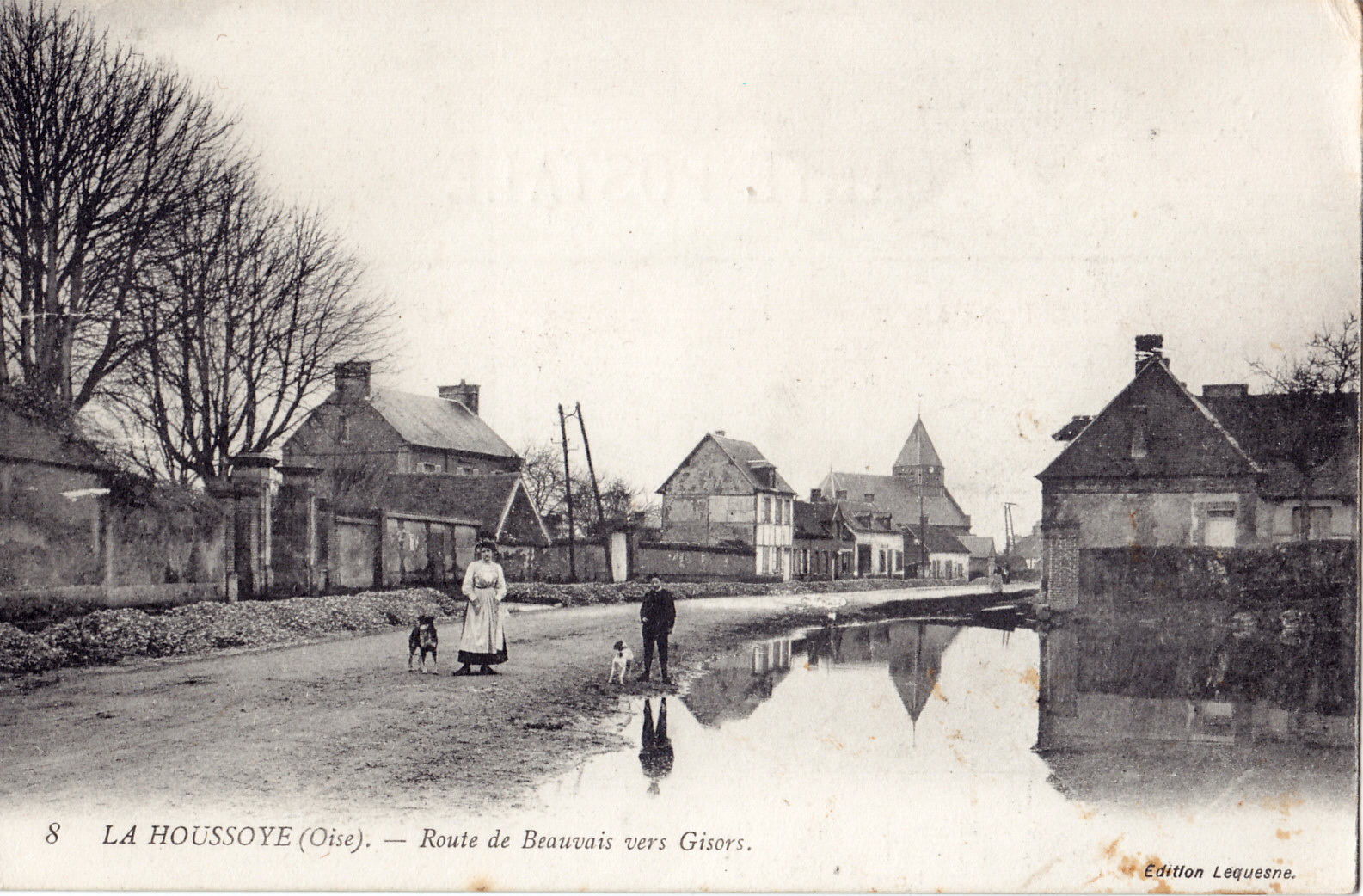
La route de Beauvais vers Gisors.
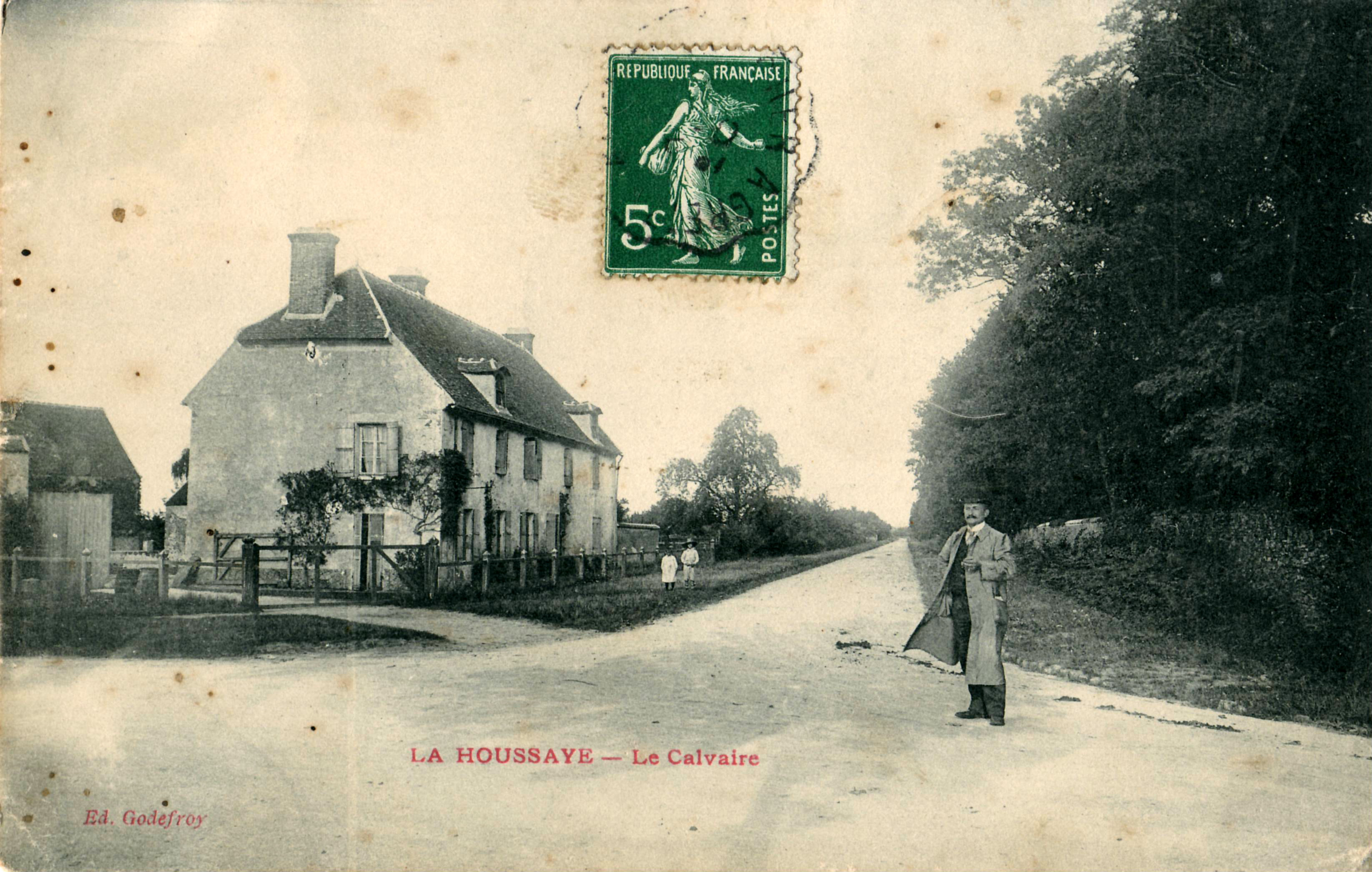
Le calvaire.

## Politique et administration

### Rattachements administratifs et électoraux

#### Rattachements administratifs
La commune se trouve dans l'arrondissement de Beauvais du département de l'Oise.
Elle faisait partie depuis 1801 du canton d'Auneuil. Dans le cadre du redécoupage cantonal de 2014 en France, cette circonscription administrative territoriale a disparu, et le canton n'est plus qu'une circonscription électorale.

#### Rattachements électoraux
Pour les élections départementales, la commune fait partie depuis 2014 du canton de Beauvais-2
Pour l'élection des députés, elle fait partie de la deuxième circonscription de l'Oise.

### Intercommunalité
La Houssoye est membre de la communauté de communes du Pays du Coquelicot, un établissement public de coopération intercommunale (EPCI) à fiscalité propre créé en 2000 et auquel la commune a transféré un certain nombre de ses compétences, dans les conditions déterminées par le code général des collectivités territoriales.

### Liste des maires
| Période                                  | Période                   | Identité               | Étiquette | Qualité                                                   |
| ---------------------------------------- | ------------------------- | ---------------------- | --------- | --------------------------------------------------------- |
| Les données manquantes sont à compléter. |                           |                        |           |                                                           |
|                                          |                           |                        |           |                                                           |
| avant 1865                               |                           | M. de Saint-Denis      |           |                                                           |
|                                          |                           |                        |           |                                                           |
| juin 1995                                | mars 2001                 | Mme Dominique Desumeur |           |                                                           |
| mars 2001                                | 2014                      | Pierre Pantentier      |           | Agent commercial retraité                                 |
| 2014                                     | mai 2020                  | Patrick Leclerc        |           | Retraité                                                  |
| mai 2020                                 | février 2022,             | Dorothée Francon       |           | Démissionnaire                                            |
| février 2022,                            | En cours (au 6 juin 2023) | Benjamin Peny          |           | Professeur de technologie au collège de Chaumont-en-Vexin |

## Équipements et services publics
Une épicerie a rouvert en 2023 dans la commune.

## Population et société

### Démographie

#### Évolution démographique
L'évolution du nombre d'habitants est connue à travers les recensements de la population effectués dans la commune depuis 1793. Pour les communes de moins de 10 000 habitants, une enquête de recensement portant sur toute la population est réalisée tous les cinq ans, les populations de référence des années intermédiaires étant quant à elles estimées par interpolation ou extrapolation. Pour la commune, le premier recensement exhaustif entrant dans le cadre du nouveau dispositif a été réalisé en 2004.

En 2022, la commune comptait 605 habitants, en évolution de −1,47 % par rapport à 2016 (Oise : +0,87 %, France hors Mayotte : +2,11 %).
| 1793 | 1800 | 1806 | 1821 | 1831 | 1836 | 1841 | 1846 | 1851 |
| ---- | ---- | ---- | ---- | ---- | ---- | ---- | ---- | ---- |
| 304  | 324  | 335  | 374  | 390  | 423  | 425  | 417  | 432  |

| 1856 | 1861 | 1866 | 1872 | 1876 | 1881 | 1886 | 1891 | 1896 |
| ---- | ---- | ---- | ---- | ---- | ---- | ---- | ---- | ---- |
| 390  | 406  | 361  | 355  | 332  | 334  | 340  | 355  | 350  |

| 1901 | 1906 | 1911 | 1921 | 1926 | 1931 | 1936 | 1946 | 1954 |
| ---- | ---- | ---- | ---- | ---- | ---- | ---- | ---- | ---- |
| 316  | 300  | 325  | 295  | 276  | 240  | 256  | 243  | 271  |

| 1962 | 1968 | 1975 | 1982 | 1990 | 1999 | 2004 | 2006 | 2009 |
| ---- | ---- | ---- | ---- | ---- | ---- | ---- | ---- | ---- |
| 331  | 342  | 363  | 370  | 446  | 589  | 641  | 642  | 562  |

| 2014 | 2019 | 2022 | - | - | - | - | - | - |
| ---- | ---- | ---- | - | - | - | - | - | - |
| 613  | 608  | 605  | - | - | - | - | - | - |

#### Pyramide des âges
La population de la commune est relativement jeune.
En 2018, le taux de personnes d'un âge inférieur à 30 ans s'élève à 40,8 %, soit au-dessus de la moyenne départementale (37,3 %). À l'inverse, le taux de personnes d'âge supérieur à 60 ans est de 18,3 % la même année, alors qu'il est de 22,8 % au niveau départemental.
En 2018, la commune comptait 323 hommes pour 287 femmes, soit un taux de 52,95 % d'hommes, largement supérieur au taux départemental (48,89 %).
Les pyramides des âges de la commune et du département s'établissent comme suit.
| Hommes | Classe d’âge | Femmes |
| ------ | ------------ | ------ |
| 0,6    | 90 ou +      | 0,0    |
| 1,9    | 75-89 ans    | 3,1    |
| 14,9   | 60-74 ans    | 16,1   |
| 21,1   | 45-59 ans    | 20,6   |
| 18,9   | 30-44 ans    | 21,3   |
| 20,2   | 15-29 ans    | 19,2   |
| 22,4   | 0-14 ans     | 19,6   |

| Hommes | Classe d’âge | Femmes |
| ------ | ------------ | ------ |
| 0,5    | 90 ou +      | 1,4    |
| 5,5    | 75-89 ans    | 7,6    |
| 15,6   | 60-74 ans    | 16,3   |
| 20,8   | 45-59 ans    | 20     |
| 19,4   | 30-44 ans    | 19,4   |
| 17,6   | 15-29 ans    | 16,2   |
| 20,6   | 0-14 ans     | 19,1   |

## Culture locale et patrimoine

### Lieux et monuments
- L'église Saint-Christophe, construit en briques et cailloux, voûtée en bois et  rétablie en 1753[1], contient un autel-retable remarquable et des stalles provenant de l'Abbaye de Marcheroux[28],[1].

- Le château de La Houssoye, construit en 1780 sur les ruines d'un château médiéval, est restauré à partir de 2013 par ses nouveaux propriétaires après une longue période d'abandon qui faisait suite à son utilisation comme maison de convalescence[29]. Il est utilisé comme gite chambres d'hôtes, restaurant et salles de réception[30].

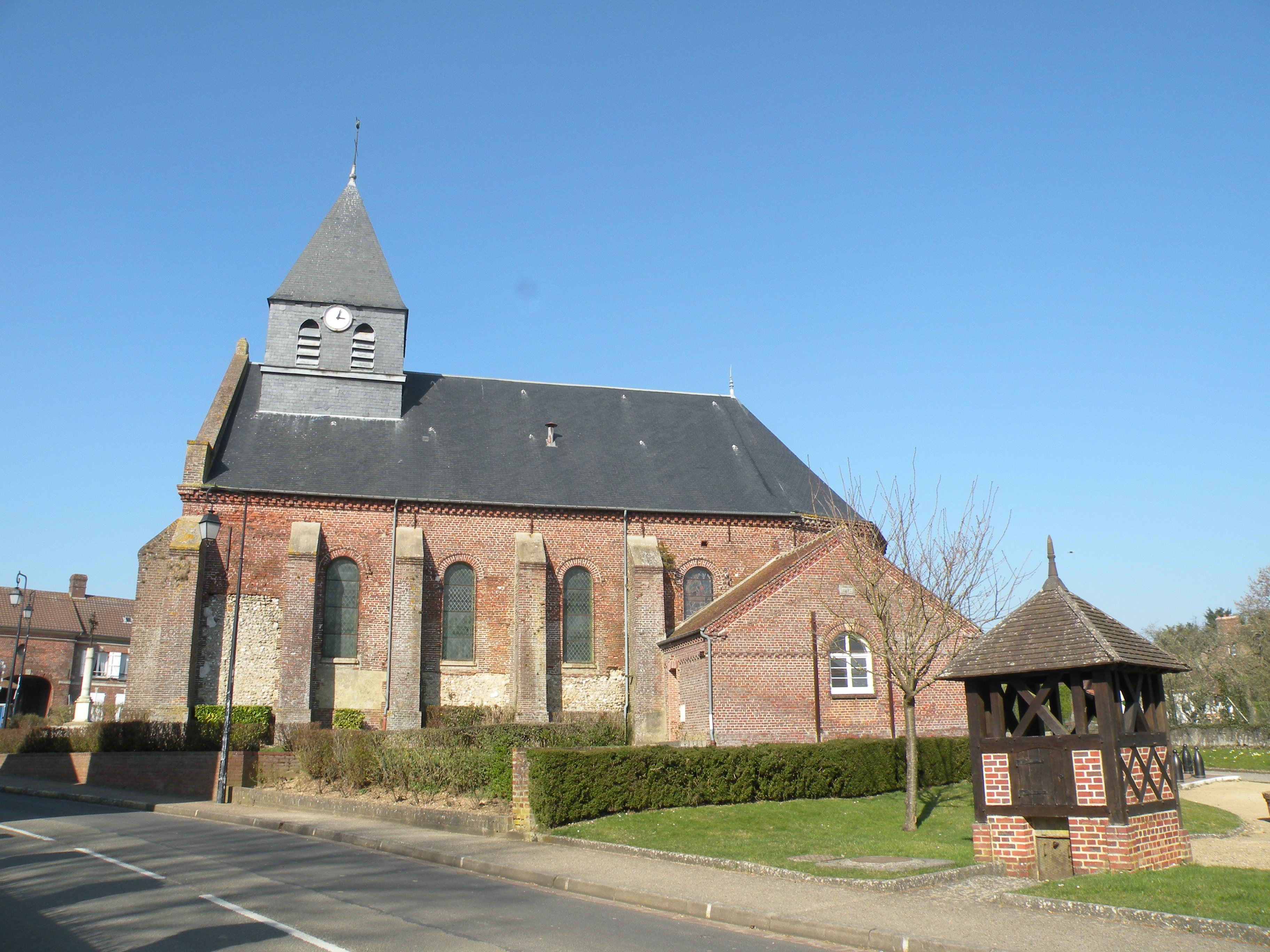
L'église Saint-Christophe.
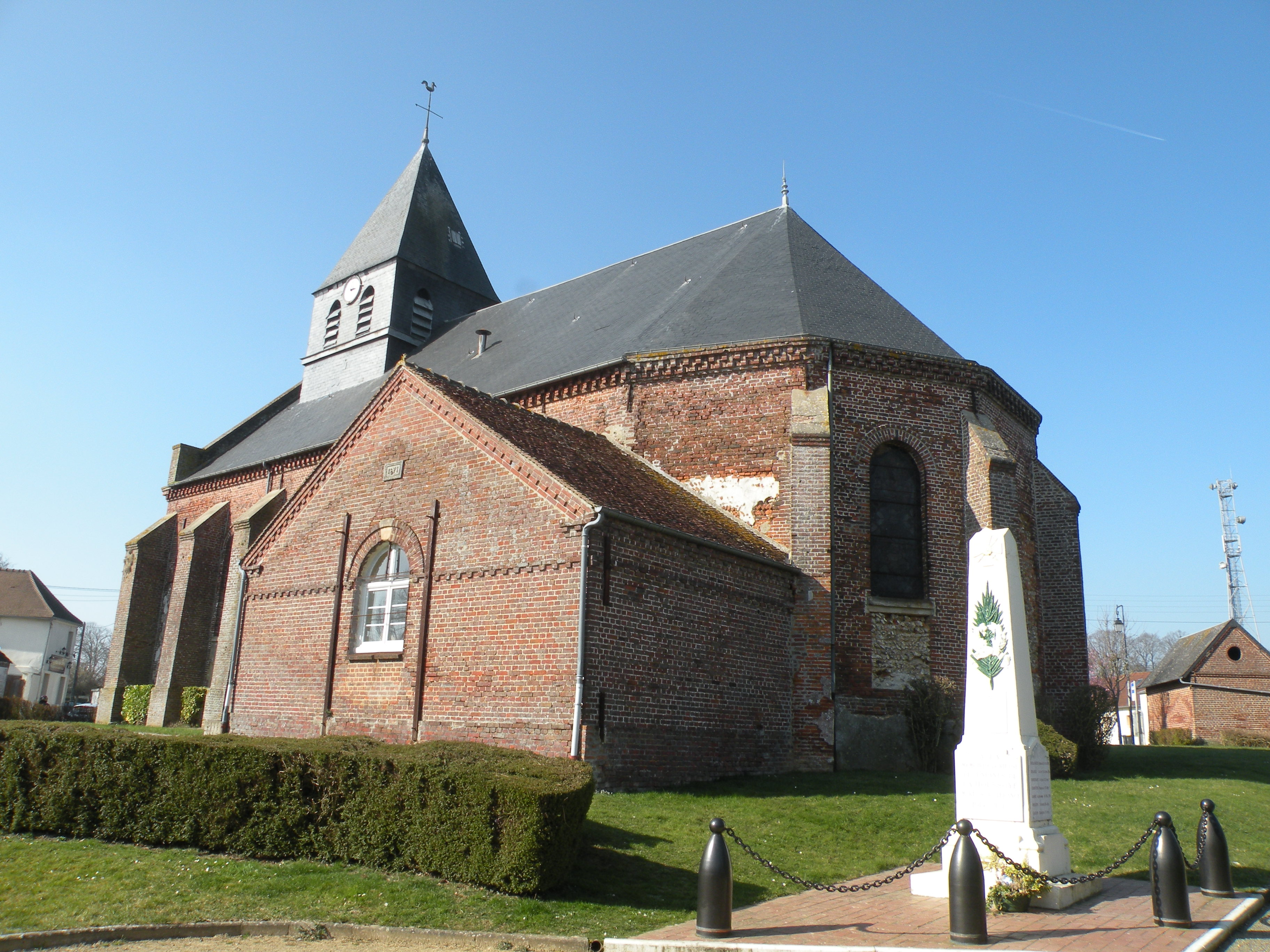
Chevet de l'église et le monument aux mofrts.
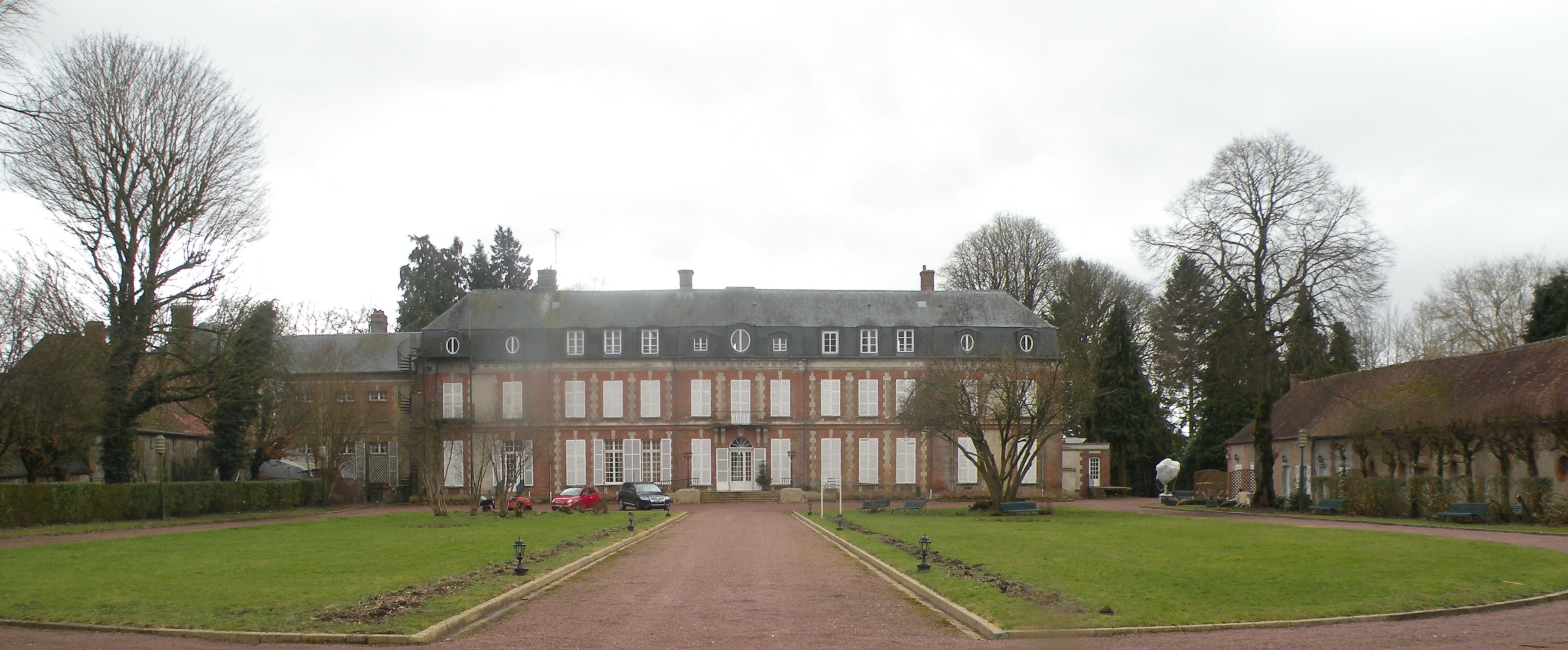
Le château.
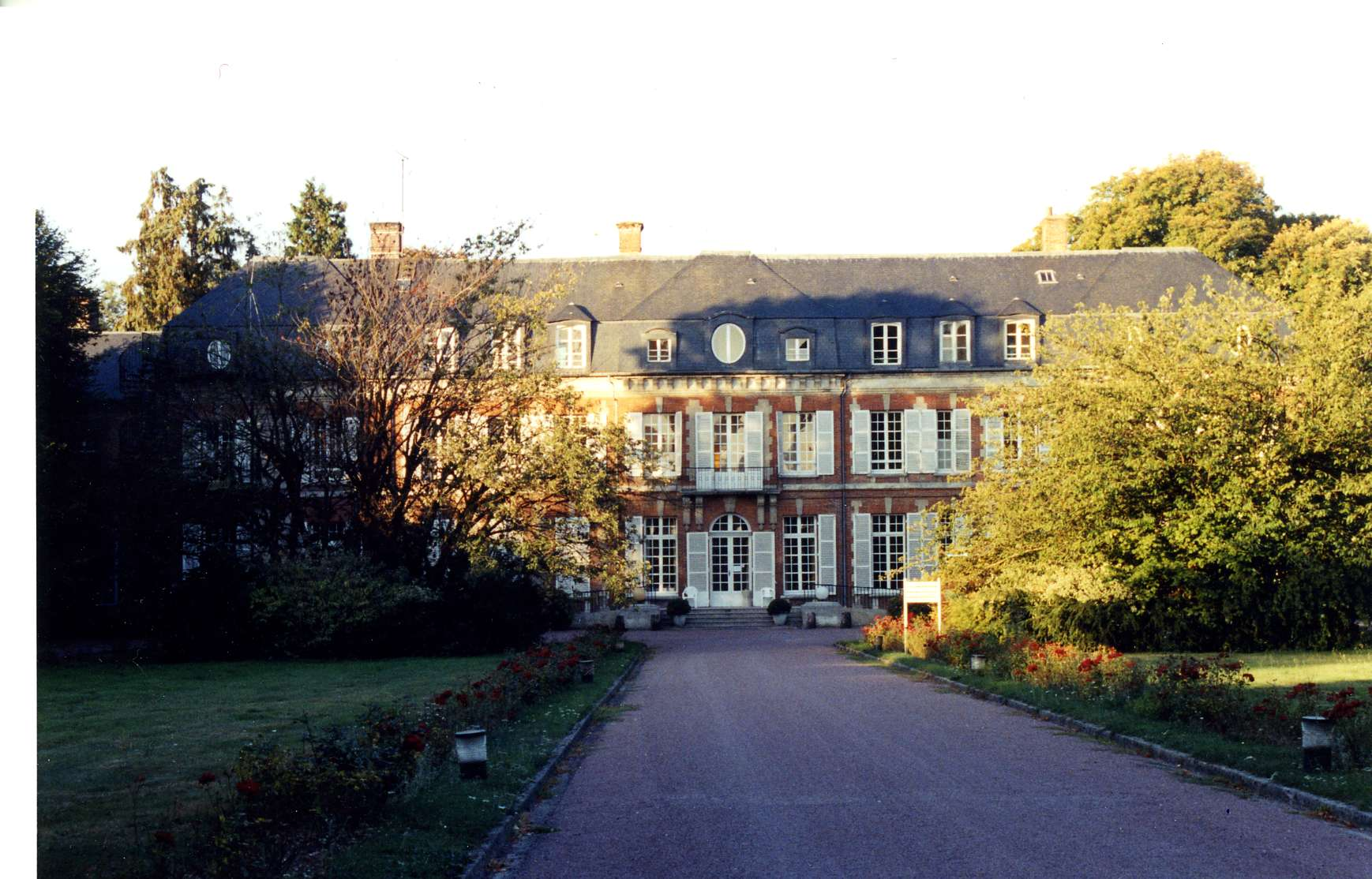
Autre vue du château.
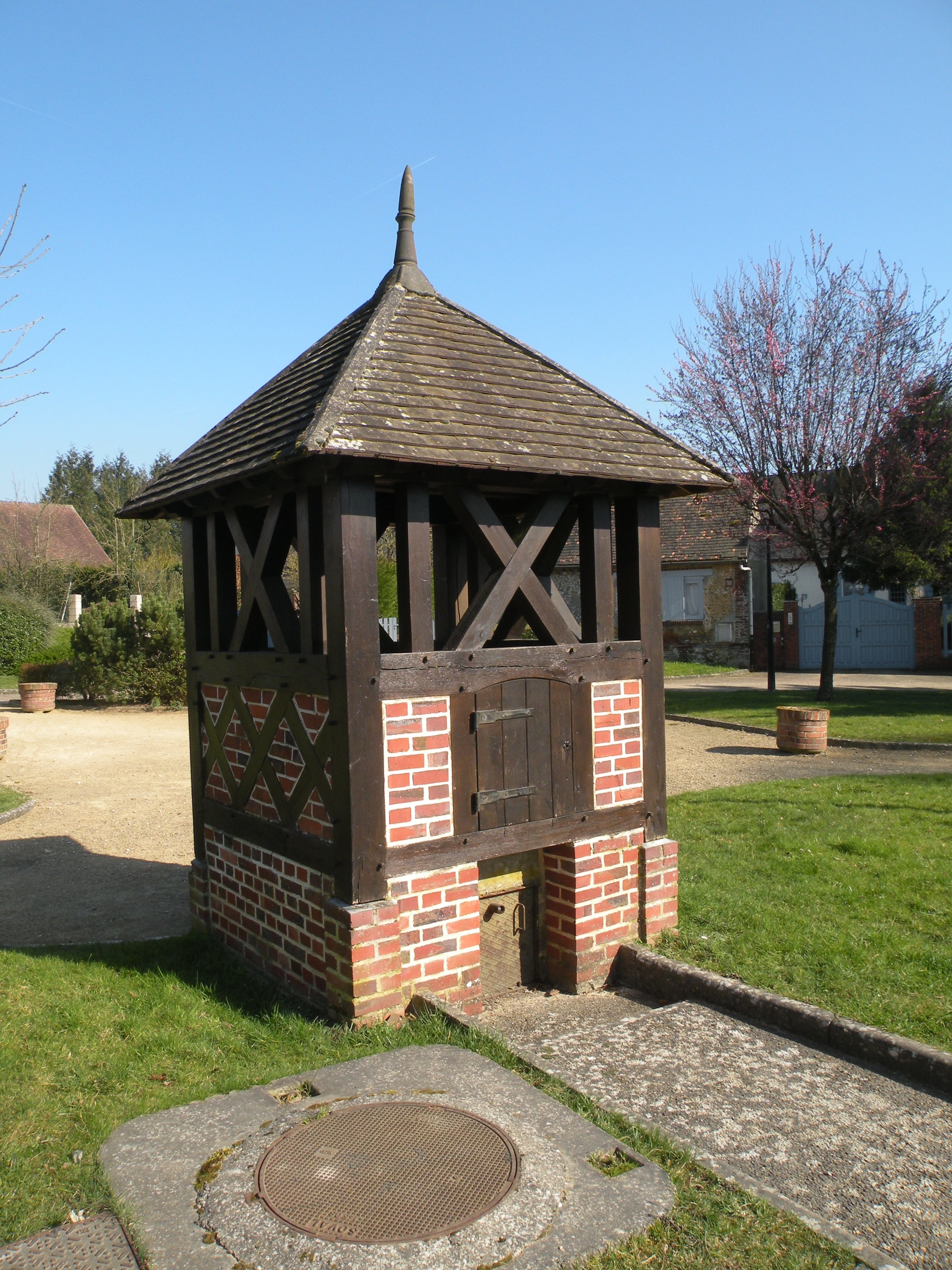
Le puits.

### Héraldique
| Blason de La Houssoye | Blason  | De gueules au chevron abaissé et arqué d'argent chargé d'une grenade de sable allumée aussi de gueules, accompagné, en chef, de deux branches de houx de trois feuilles de sinople frangées d'or et en pointe, d'un bouton aussi d'argent cerclé aussi de sable, percé de quatre trous du champ, à la bordure engrêlée d'or chargée de huit merlettes de sable. |
| Blason de La Houssoye | Détails | Le statut officiel du blason reste à déterminer. |